# 865 Zubaida
865 Zubaida, asteroid glavnog pojasa. Otkrio ga je Max Wolf, 15. veljače 1917.

## Vanjske poveznice
- Minor Planet Center